# لیک سیتی (کانزاس)
لیک سیتی (به انگلیسی: Lake City) یک منطقهٔ مسکونی در ایالات متحده آمریکا است که در شهرستان باربر، کانزاس واقع شده‌است. لیک سیتی ۴۹۱٫۰۴ متر بالاتر از سطح دریا واقع شده‌است.